# Fivizzano
Fivizzano (AFI: /fiviʣˈʣano/ o /fiviʦˈʦano/; Fiuzan nel dialetto della Lunigiana) è un comune italiano di 6 899 abitanti della provincia di Massa-Carrara in Toscana. Ampie parti del suo territorio sono comprese in due parchi: il Parco nazionale dell'Appennino Tosco-Emiliano e il Parco naturale regionale delle Alpi Apuane.
Terra abitata già dalla preistoria, come dimostra il ritrovamento a 700 metri dal suo centro della statua stele di Verrucola con il vicino menhir preistorico del Masso di Nazio e il sovrastante sito cerimoniale preistorico, ricco di coppelle, del Masso di Santa Caterina e ancora la Grotta delle Fate di Turlago e di ben quattordici statue stele in tutto il territorio comunale, fu insediamento dei Sengauni o Liguri Apuani.
Devastato dal terremoto del 1920, durante la seconda guerra mondiale Fivizzano fu sconvolta dalle truppe d'occupazione nazifasciste che insanguinarono il territorio comunale con una serie di stragi, come quelle di Mommio, San Terenzo Monti e Vinca, dove complessivamente furono assassinati oltre quattrocento civili. Per i sacrifici e le sofferenze patite durante il conflitto il comune di Fivizzano è stato insignito della medaglia d'argento al valor militare e della medaglia d'oro al merito civile.

## Geografia fisica

### Territorio
Fivizzano si trova a 326 m s.l.m., sulle pendici sud-occidentali dell'Appennino tosco-emiliano nella Lunigiana, sulla Strada statale 63 del Valico del Cerreto.
È situata alla sinistra del torrente Rosaro su un contrafforte pianeggiante che si distende fra il monte Tergagliana ed il monte Grosso, in posizione panoramica verso la valle nella Lunigiana orientale. È dominata alle sue spalle dall'alta cima montuosa del "Gendarme", il torrione roccioso accanto al monte La Nuda, spesso imbiancato. Il territorio comunale fivizzanese, il secondo più vasto della provincia di Massa-Carrara dopo quello di Pontremoli, si estende dalle vette dell'Appennino tosco-emiliano, come il monte La Nuda e la Cima Belfiore, a nord-est alle cime delle Alpi Apuane, come il Pizzo d'Uccello, a sud abbracciando le vallate dei torrenti Rosaro, Aulella e Lucido.
Il territorio fa parte del Parco nazionale dell'Appennino Tosco-Emiliano e del Parco naturale regionale delle Alpi Apuane; tuttavia nel comune insistono alcune cave di marmo, duramente criticate dal movimento No Cav.

### Clima
Posizionata a 330 metri sul mare, protetta dai monti alle spalle su un pianoro che scende verso il fiume Rosaro, risente dell'aria che gira e si canalizza verso il passo del Cerreto, per cui è luogo di frescura e dall'aria salubre.
Giovanni Targioni Tozzetti nell'anno 1777 così la descriveva nella Relazioni d'alcuni viaggi fatti in diverse parti della Toscana: «Siccome il clima salubre, e l'aria purgata e sottile del luogo influisce sulla buona costituzione dei nervi, e sulla vivacità delle funzioni mentali, così Fivizzano ha sempre prodotto persone di ingegno elevato».

## Storia

### Prima di Roma

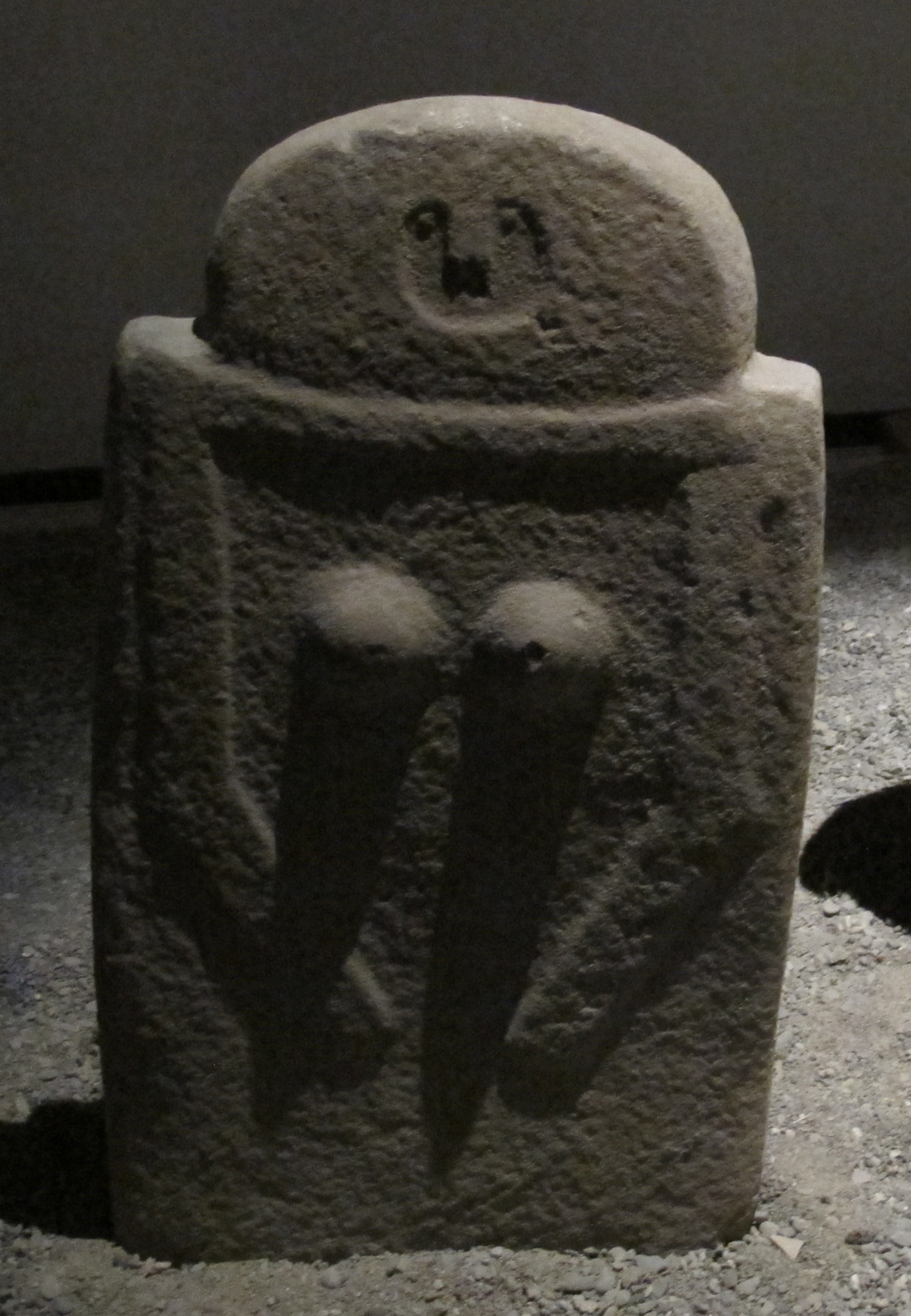
Stele di Moncigoli
Museo delle statue stele lunigianesi

Ritrovamenti di statue stele nella frazione di  Moncigoli e reperti vari testimoniano l'antichissima presenza (dal 3000 al 2500 a.C.) di popolazioni in questa zona.
Più tardi si consolida la presenza di popolazioni Liguri apuani in tenace lotta e alterne vicende contro l'espansione romana.

### Roma
Dopo la definitiva sconfitta dei Liguri nel 179 a.C. la zona viene romanizzata. Il luogo di Fivizzano costituisce una stazione di sosta lungo la via dell'Appennino.
Fivizzano «dicesi che sia, dov' era l'antico Viracelum, che pone il Claudio Tolomeo al sinistro lato della Magra, e il Filippo Cluverio favorisce una tale interpretazione credendolo la nostra Verrucola». Su tale interpretazione si cimentò anche lo storico locale Pier Carlo Vasoli nel 1732. Infatti, nel Medioevo, Fivizzano veniva identificata prima come Forum Verrucolae Bosorum e poi come Forum Fivezani e questo, assieme alla posizione fisica sulla piantina antica, rimanda alla identificazione di Fivizzano con quel Foro Clodi della Tavola Peutingeriana. 
Fivizzano era dunque una tappa e una stazione di sosta, prima di affrontare il valico, su quella strada fra Lucca e Parma (Via Nuova Clodia, quella Strada delle cento miglia che secondo vari storici transitava per il passo del Lagastrello, l'antico "Malpasso"), in un punto nodale che incrociava la strada proveniente da Luni.

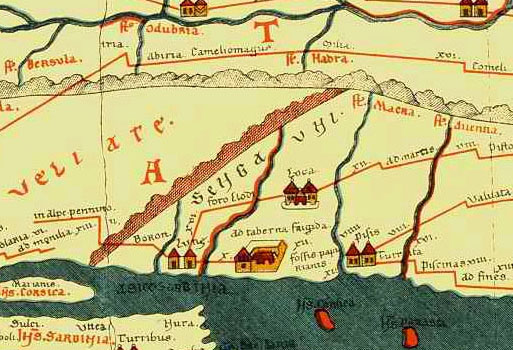
Tavola Peutingeriana
la costa tra Pisa e Luni

Interpretazione questa dello storico e archeologo Ubaldo Formentini che aggiungeva: «Il vocabolo forum non va inteso in senso lato, cioè nel significato generico che si traduce anche nella parola volgare fiera, ma implica il ricordo preciso dell'antica istituzione politico-amministrativa che il vocabolo designa nel linguaggio giuridico romano. Sappiamo infatti che i fòri erano istituti quasi municipali che i Romani fondavano lungo il percorso delle grandi strade, per sopperire a necessità di convegno e di scambio fra popolazioni distanti dai grandi centri urbani, a cui attribuivano speciali funzioni amministrative riguardanti, appunto, la cura delle strade e l'organizzazione dei servizi pubblici di trasporto: a ciò si univa, sistematicamente l'impianto di un presidio militare. Ecco dunque per qual ragione troviamo, nel luogo di Verrucola -Fivizzano, strettamente uniti, in modo da formare per lungo tempo un organismo solo, un fòro ed un castello… Col risorgere della vita municipale e mercantile, nel secolo XII, il fòro riprese il suo posto e salì, in breve tempo, a prestigio e floridezza di vero e proprio centro urbano».
Le vicende del luogo restano legate alla colonizzazione romana e si intrecciano comunque con le vicende della vicina Luni, il centro senza dubbio più importante di tutta la zona durante tutta l'epoca classica.
Nella ripartizione dell'Italia disposta da Augusto la zona di Fivizzano è inclusa nella Regio VII Etruria.
Agli inizi del V secolo, alla fine dell'Impero romano, per la regione si apre il periodo alto medievale.

### Medioevo
Una delle prime date in cui compare il nome di Fivizzano nelle carte d'archivio è quella del 13 giugno 1229 nel Codice Pelavicino ed ancora prima in una bolla del pontefice Eugenio III del 1149. Questi dati, però, non danno una precisa idea sull'epoca in cui collocare l'origine del paese, perché in tempi più antichi il paese veniva chiamato col nome del vicino castello della Verrucola, dipendendo dalla Verrucola de' Bosi non solo per la giurisdizione civile ma anche per quella spirituale. I fivizzanesi, infatti, utilizzavano la chiesa proto-romanica della Verrucola per i riti civili e la chiesa di Pognana per le funzioni dei morti e questo fino a quando non fu eretta a parrocchia la loro chiesa, nel 1377.
Nel medioevo, quindi, la sua storia veniva identificata con quella del castello della Verrucola, ampliato nella prima metà del secolo XIV dal famoso feudatario Spinetta Malaspina detto "Il Grande" e ubicato sulla collina adiacente all'abitato. L'esistenza del villaggio è forse antecedente la costruzione del fortilizio, come dimostra l'impianto urbanistico allungato, tipico dei luoghi di presidio dei valichi. Ed è proprio per venire incontro alle esigenze di assistenza dei viandanti diretti o provenienti da oltralpe, oltre che di quelle proprie dei residenti, che nel 1352 il marchese Spinetta Malaspina della Verucola Bosorum, del ramo dello "Spino Fiorito", con testamento olografo dispose «che uno Spedale per ogni maniera di infermità si erigesse nel Foro Verrucolae cioè nella città di Fivizzano». Ad amministrare la pia istituzione vennero chiamati i monaci ospitalieri di S. Antonio della Congregazione di Vienne, cittadina romana di Francia, i quali avevano come sigillo una tau da cui il nosocomio ha preso il nome e lo stemma. È da rilevare che comunque i monaci antoniani erano già a Fivizzano dalla prima metà del secolo XIII. La prima sede dell'ospedale, il cosiddetto "Ospedalino", sorse nel Borgo (oggi via Labindo). La sede fu poi trasferita nell'anno 1724 nel nuovo ospedale costruito su progetto dell'architetto fiorentino Giovan Battista Foggini e sotto la nuova amministrazione della compagnia di Santa Elisabetta, che rendeva conto al vescovo di Luni e Sarzana. Infine, nel 1892, a seguito della chiusura del convento dei francescani, l'ospedale andò ad occupare i locali dei religiosi sul "col di San Francesco", ove ancor oggi prosegue la sua attività.

### Dal XIV secolo al XVI secolo
Per la sua importanza strategica a controllo dei passi appenninici, Fivizzano è stata più volte travagliata da incursioni ostili nel corso dei secoli: nel 1317 dai soldati di Castruccio Castracani, che obbligarono il marchese Spinetta Malaspina a rifugiarsi a Verona. Nel 1430, quando fu occupato dall'armata dei Visconti di Milano comandata da Niccolò Piccinino.  
Per secoli Fivizzano fu governata da un ramo dei Malaspina, fino a quando, nel 1477, passò sotto il dominio di Firenze, complice l'appoggio del marchese Gabriele II Malaspina di Fosdinovo, che fino alla morte di Lorenzo de' Medici fu uno dei più importanti alleati della Repubblica. 
Con la dedizione a Firenze, firmata il 7 marzo 1477 alla presenza di Lorenzo il Magnifico, prendeva vita il Capitanato di Fivizzano, comprendente, oltre alle ventisei Ville di Terra e Corte, altri ventuno Castelli che si aggiunsero in seguito a Firenze, nonché l'antica Potesteria di Albiano e Caprigliola.

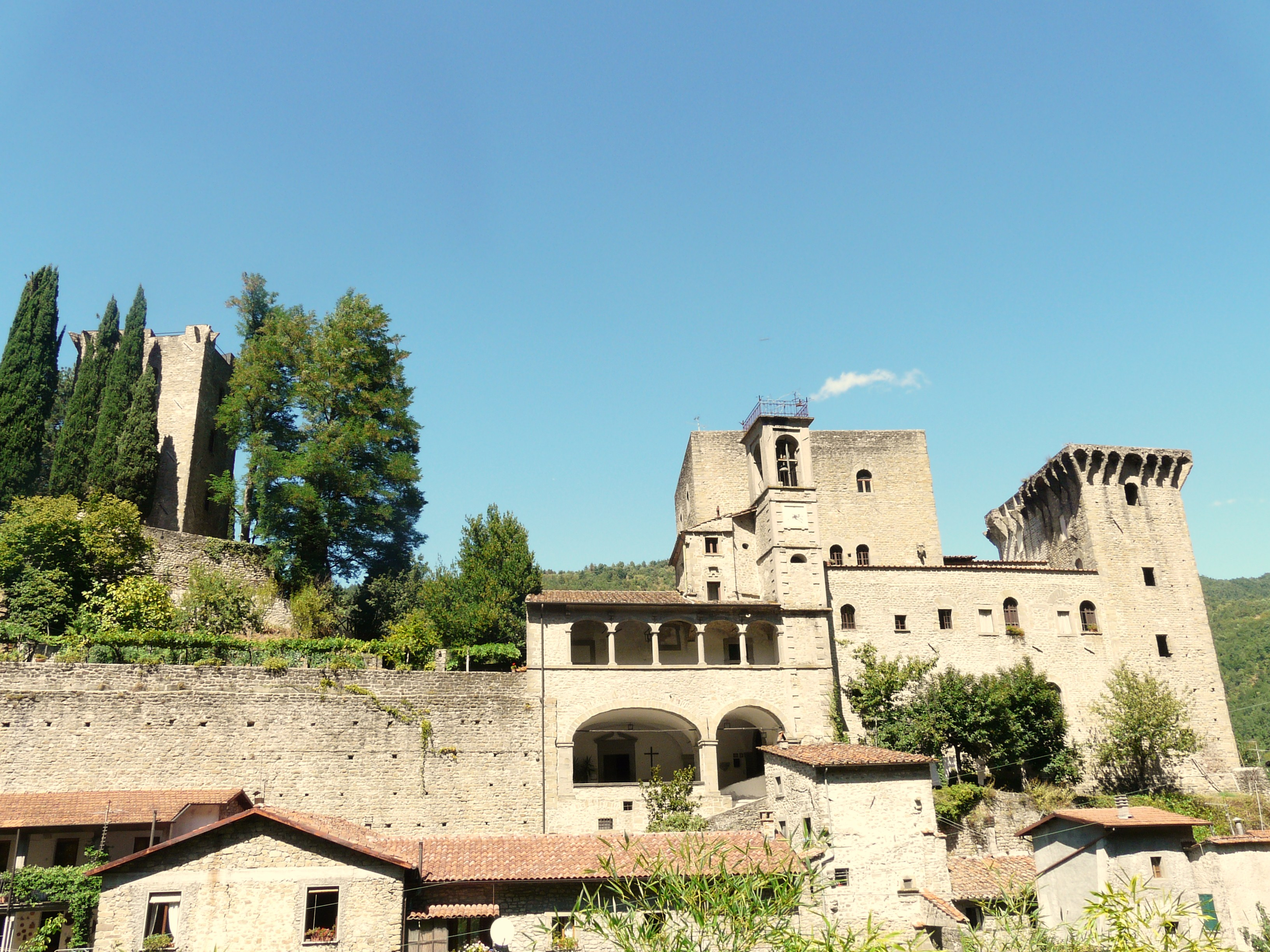
La Fortezza della Verrucola dei Bosi.

Questo territorio, circondato dalle Repubbliche di Lucca e Genova, dai Ducati di Massa e Carrara, Parma e Modena e dal Marchesato di Fosdinovo, diventò per i popoli confinanti un importante luogo d'incontro per i loro scambi commerciali.
«Bello era allora vedere in Fivizzano 5 o 6 fondachi forniti d'Ori, d'Argenti, di scarlatti, e di altre Robbe di grande valore, e altrettanti ricchi spedizionieri, e cambisti di monete, i quali inviavano i suddetti doviziosi generi, e le droghe per la Lombardia».
Con il denaro circolarono le idee e le invenzioni; qui si aprì una delle prime stamperie d'Italia, anche Fivizzano contribuì alla nascita della stampa a caratteri mobili. Dal 1471 al 1474 Jacopo da Fivizzano e suoi compagni, con il motto Comites in amore benigni ("Compagni nello stesso amore"), iniziarono a stampare con caratteri tipografici italiani opere di Virgilio, Cicerone, Sallustio, Giovenale ed altri. In questa piccola cittadina si stampò il "libro" (incunabolo) due anni prima di Genova, tre prima di Torino, cinque prima di Bruxelles, sei di Lucca, nove prima di Londra.
Nel 1494 Fivizzano è gravemente devastata dall'armata del re francese Carlo VIII in marcia verso Napoli.
All'inizio del Cinquecento, al tempo di Giovanni dalle Bande Nere furono assoldate in particolare proprio in Fivizzano le "Bande della Lunigiana", milizie paesane che diventarono famose come Bande Nere al servizio della Repubblica Fiorentina e da cui uscirono valorosi capitani come Luchino Valazzana da Fivizzano che comandava, nel 1542 su incarico di Cosimo I de' Medici, le Bande di Volterra.
Nel 1478 erano state ricostruite le mura cittadine, che tuttavia nel 1537 non poterono difendere Fivizzano dall'attacco dell'esercito spagnolo, quando il paese ebbe a soffrire un vandalico saccheggio dalle truppe di Carlo V comandate dal marchese del Vasto. La cerchia muraria venne ulteriormente rafforzata nel 1540 per volere di Cosimo I de' Medici, con la sostituzione delle vecchie difese malaspiniane. Qui fu portata anche l'artiglieria del forte del castello di Lusuolo che fu disarmato nel 1650.
Nell'anno 1571 nella piazza Maggiore, oggi piazza Medicea, si tenne una singolare disfida fra gli arcieri appartenenti alla Terra e quelli dei quartieri di Guardia, Verrucola, Fittadisio e Montechiaro consistente nel tirare con l'arco una freccia che doveva colpire un bersaglio posto a 30 metri. Nel mese di luglio di ogni anno si ripete, dal 1971, questa manifestazione storica della "Disfida fra Arcieri di Terra e Corte" in cui si assiste nella città imbandierata alla sfilata di oltre trecento costumanti in costume cinquecentesco accompagnati da sbandieratori, musici, cavalieri oltre ai gruppi ospiti provenienti da altre città. L'evento ha portato alla nascita del Gruppo storico di Fivizzano nel 1983 con tanto di sbandieratori la cui fama ha valicato i confini nazionali con all'attivo più di millecinquecento spettacoli nel mondo.

### Dal XVII secolo al XVIII secolo
Dal 1633 Fivizzano fu sede del Governatorato della Lunigiana. Vi fu costruito il Tribunale Supremo e la resistenza del Governo alle Armi e della Giustizia. Ogni mese si radunavano a Fivizzano più di mille soldati per le esercitazioni e in più montavano di guardia al Palazzo del Governatore, alle Porte, al loro Quartiere e sulle Mura. 
Fra i governatori più illustri ricordiamo: il milanese Lelio Buzzi che acquistò l'ospedalino nel borgo dai Frati Antoniani di Vienne per affidarlo alla Compagnia di Santa Elisabetta, il fiorentino Giuliano Capponi che fece costruire nel 1732 in piazza del Campo (attuale piazza Garibaldi) il nuovo ospedale, il pistoiese Alfonso Bracciolini che partecipò alla costruzione della fonte di piazza Maggiore, ed ancora i governatori Pestalozzi, Vieri e Velluti che diedero il loro contributo alla crescita del paese.
Nel XVII secolo il fivizzanese Hortensio Cavalcani, giudice di Rota a Firenze, pubblica un prospetto dei dottori fivizzanesi viventi al suo tempo. Erano ottantasei ed alcuni con posizioni di rilievo nelle Università e nella burocrazia di diversi stati italiani.
Nel 1750 l'imperatore Francesco I di Lorena unì il Governatorato di Fivizzano al commissariato di Pontremoli. Nel 1772 il granduca Pietro Leopoldo d'Asburgo-Lorena divise la Lunigiana in due vicariati maggiori: quello di Pontremoli e quello di Fivizzano, creò un vicariato minore a Bagnone e due minori podesterie ad Albiano e Calice. Ma il più grosso vicariato per dimensione è quello di Fivizzano a cui è stata aggiunta anche la podesteria di Codiponte.

Nel 1786 il granduca Pietro Leopoldo viene in visita in Lunigiana e il 15 luglio è a Fivizzano ove viene accolto dal vicario Filippo Cercignani, suoi ministri e notabili. Visita i principali monumenti ed istituzioni e alla sera in suo onore viene data una festa con numerosa orchestra ed illuminato il paese "con torce alla veneziana" e con "lampanini all'uso di Pisa". Le impressioni che ne ricava sulla Comunità fivizzanese le lascia testimoniate nelle sue Relazioni sul Governo della Toscana ove annota «…generalmente parlando, la miglior gente e più quieta, sì del popolo che dei benestanti, è nel vicariato di Fivizzano».
La parentesi napoleonica tra il 1799 e il 1814 vede in particolare l'arrivo delle truppe cisalpine e francesi comandate dal francese Desportes e l'innalzamento in piazza del Campo dell'Albero della libertà in data 5 aprile 1799.
Nel dicembre 1790 si alzò in volo un globo aerostatico con partenza da piazza Medicea imbandita a festa e a cui parteciparono più di duemila persone. «La piazza tutta echeggiante di evviva, e di festose acclamazioni presentavano un bellissimo colpo d'occhio più facile ad immaginarsi che a descriversi, ed ispiravano nei cuori anche più ritrosi insoliti moti di giubilo, e di graziose sensazioni. Furono queste raddoppiate sul momento, essendosi felicemente innalzato in aria nello spazio di 5 minuti un grande e vago globo aerostatico, spettacolo se non nuovo, almeno non più veduto dai subalpini abitatori della Lunigiana»(resoconto della Gazzetta Toscana n. 2 del 08/01/1791)

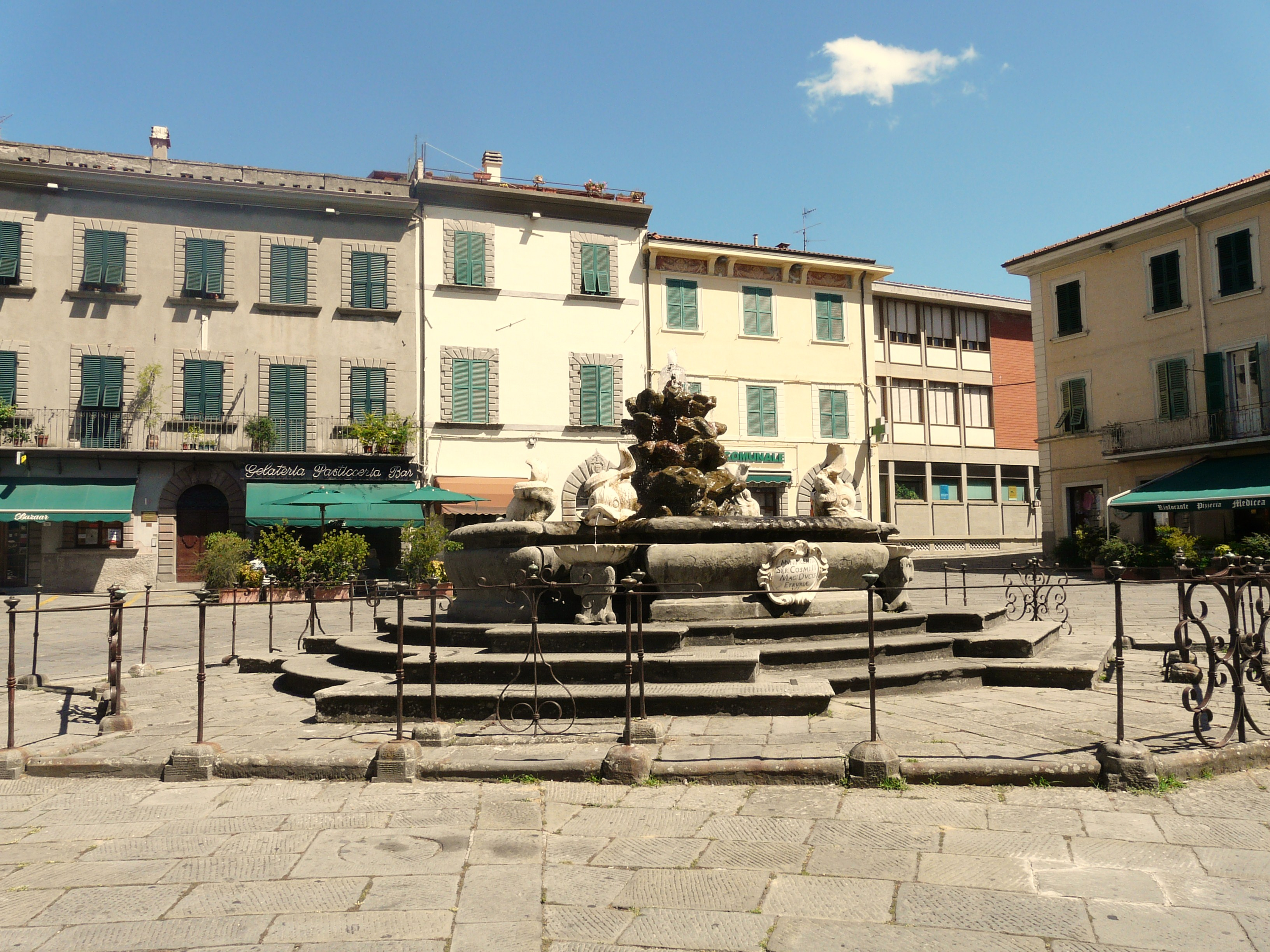
La Fontana di Cosimo III de' Medici in Piazza Medicea

### XIX secolo
Nel 1802 il conte Agostino Fantoni (nipote di Labindo) inventò "una preziosa stamperia" e cioè una macchina per scrivere, che fu la prima o una delle prime (al mondo) a stampare in modo simile a quanto fa una moderna macchina per scrivere. «Ingegnosissima invenzione con cui si è reso caro e memorabile all'Umanità» (dalla lettera di Baldassare Vetri in Pisa 29/5/1802). Alcune di queste lettere che sembrano scritte veramente da una moderna macchina per scrivere si possono vedere e consultare presso l'Archivio di Stato di Reggio Emilia. Le lettere sono impresse con una specie di carta carbone; quindi anche in questo esiste un primato: l'uso della prima carta carbone. Quello che è singolare è che il conte Fantoni inventò la macchina per la sorella Carolina, diventata cieca. Orbene anche Giuseppe Ravizza, al quale viene comunemente attribuita codesta invenzione, nel 1846 e cioè più di quaranta anni dopo, propagandava la sua invenzione del cembalo scrivano per motivi umanitari, cioè per far scrivere i ciechi.
Anche Piero Conti, un precursore della macchina da scrivere nel 1823, (al quale si era ispirato il Ravizza) reclamava il suo strumento utile ai ciechi.
Singolare coincidenza che deve far riflettere sulle origini della scoperta. A favore del Ravizza c'è però il brevetto registrato, a favore del Fantoni oltre alle lettere non c'è nessuna testimonianza poiché la macchina (preziosa stamperia) fu distrutta dagli eredi di Pellegrino Turri, l'ingegnere amico che l'aveva perfezionata.
Il 7 luglio 1810 con il patrocinio dell'"Accademia degli Imperfetti" venne inaugurato il teatro progettato dall'architetto Paolo Bargigli, lo stesso che disegnò il teatro Impavidi a Sarzana; il sipario fu dipinto da Francesco Saverio Salvioni di Massa e Luigi Facchinelli di Verona realizzò gli scenari. Il teatro di forma ovale aveva seicento posti a sedere con cinquanta palchi divisi in tre ordini. Il teatro rovinò poi con il terremoto del 1920 e successivamente l'edificio fu abbassato e diviso per far posto ai locali di una banca e ad un cinema che rimase attivo fino a fine anni settanta.

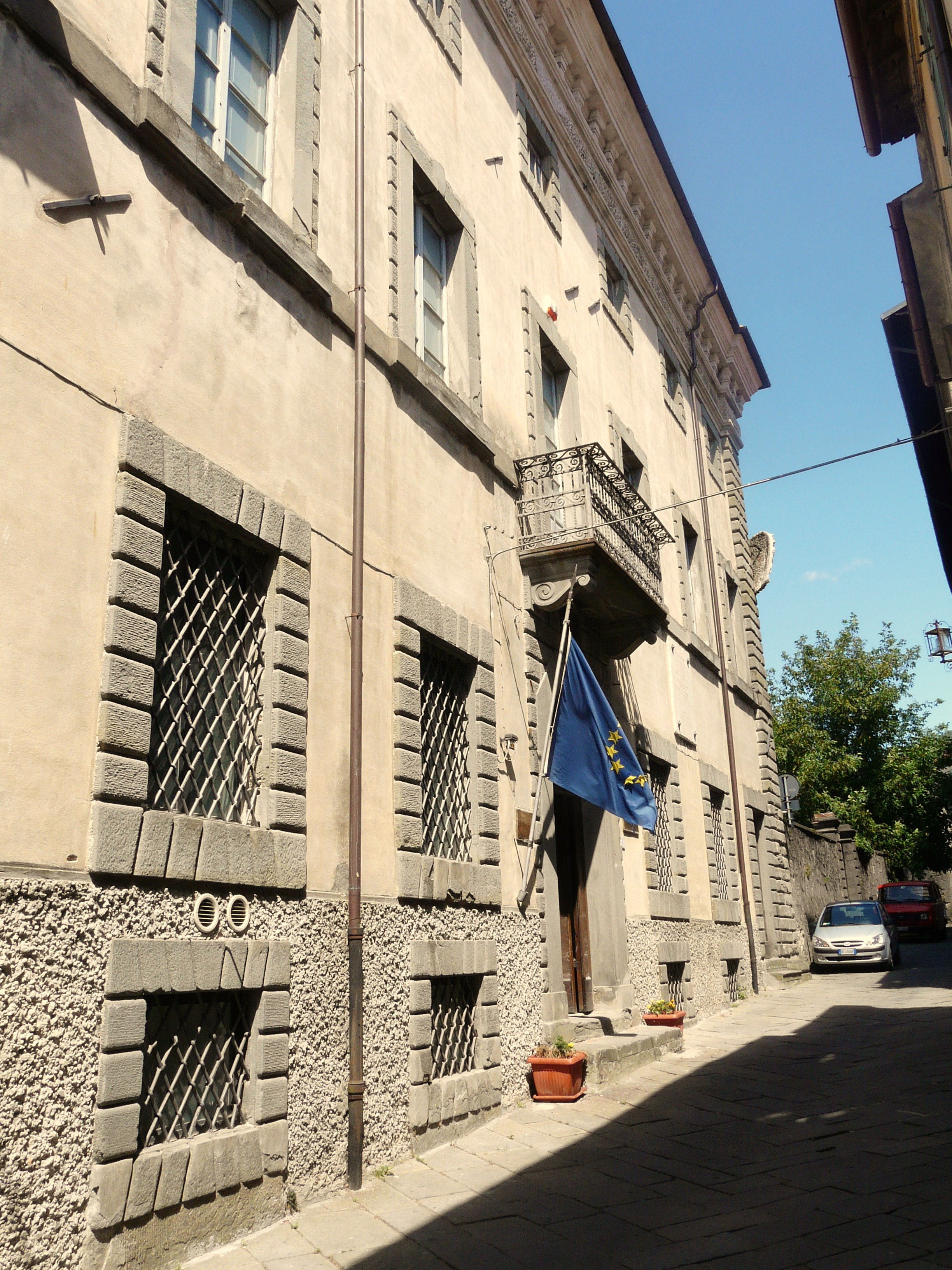
Museo della Stampa in Palazzo Fantoni

Nel 1810, a seguito del decreto imperiale che sopprimeva i conventi, anche il convento dei frati francescani che era dove è ora l'ospedale fu chiuso come pure la relativa chiesa. I frati vi ritornarono solo dopo la Restaurazione e vi rimasero fino all'anno 1892, allorché il convento venne adibito ad ospedale. Della relativa chiesa dei Frati Minori non vi è rimasta traccia in quanto distrutta dal terremoto del 7 settembre 1920.
Il 27 giugno 1814, secondo le direttive del Congresso di Vienna, Fivizzano tornò sotto la sovranità del Granducato di Toscana vedendo così ripristinato il Vicariato.
Nel 1829 iniziarono i lavori per la costruzione della strada del Cerreto, infrastruttura che, una volta ultimata quattro anni più tardi, favorirà lo sviluppo commerciale di Fivizzano. Nel 1832 venne aperta da Agostino Bartoli la tipografia Bartoli & C., dalla quale uscirono opere come Commentari della Rivoluzione Francese, nel 1832, di Lazzaro Papi. Tre anni dopo la cinta muraria fu demolita per far luce ed aria alle case e rimasero in piedi soltanto pochi ruderi, ulteriormente danneggiati dal terremoto del 1920. Ancora visibili nella loro imponenza le tre porte di accesso alla cittadina: la Sarzanese, la Modenese e la Nuova.
A seguito degli accordi presi nel a Firenze tre anni prima, nel 1847 il granduca di Toscana cedette Fivizzano a Francesco V duca di Modena. Il passaggio di sovranità scatenò le proteste della popolazione civile che non solo era vincolata alla Toscana da secolari legami economici e culturali, ma era anche consapevole delle politiche repressive ed antiliberali attuate nel ducato modenese. Le proteste ebbero il loro culmine quando le autorità austro-estensi presero ufficialmente il possesso di Fivizzano. Negli scontri che ne seguirono in piazza Medicea le truppe modenesi spararono contro un gruppo di dimostranti provocando la morte di due giovani e il ferimento di altri tre.
Dopo i moti del 1848 Fivizzano ritornò sotto il Granducato di Toscana con Leopoldo II, che dopo averla visitata, il 6 luglio 1848, la dichiarò e la elevò al rango di città nobile. L'anno successivo, a seguito degli insuccessi della campagna militare contro l'Austria e con l'aiuto delle truppe austriache ritornò a Fivizzano il duca spodestato di Modena Francesco V. Gli austro-estensi rimarranno a governare la città ed il suo territorio fino al maggio 1859, quando con lo scoppio della seconda guerra d'indipendenza italiana Fivizzano sarà conquistata senza colpo ferire dalle truppe provenienti dal vicino Regno di Sardegna, stato a cui la cittadina sarà annessa l'anno seguente con un apposito plebiscito.
Nell'ambito delle iniziative del nuovo Regno d'Italia nel 1861 fu redatto un progetto per una linea ferroviaria che doveva unire La Spezia con Reggio Emilia passando appunto per Fivizzano. Il progetto fu illustrato e discusso in Parlamento negli anni immediatamente successivi l'Unità d'Italia, vedrà la luce solo nel dicembre 1911, quando fu aperta in località Gassano la stazione ferroviaria posta lungo la linea per Aulla. Nel 1883 venne ultimata la strada dell'Alto Circondario, deliberata già dal 1854, che univa Castelnuovo Garfagnana a Fivizzano.
Nel 1895 la comunità fivizzanese fu la prima della provincia di Massa Carrara e della Spezia “ad avere la pubblica e privata illuminazione elettrica”. In uno scritto del prof. Pietro Tedeschi si legge che il progetto di sostituire i lampioni a petrolio con lampade elettriche fu discusso ed approvato il 14 dicembre 1893. Il piccolo impianto fu inaugurato nel marzo del 1895. Per il funzionamento della dinamo da alcuni fu proposto “un impianto ad acqua fluente al ponte di Posara”, mentre i fondatori Bocci e Andreani hanno inteso utilizzare “la cascata della Ferriera Arnavas, incrementata dal canale della Concia”.
Nella seconda metà del XIX secolo, l'arretratezza del tessuto economico locale, unito alla diffusa povertà, spinse molti abitanti di Fivizzano e delle sue numerose frazioni, per lo più contadini, a lasciare le loro case e ad emigrare in Francia, in Svizzera, nel Regno Unito, negli Stati Uniti d'America, in Brasile e in Argentina.

### XX secolo
Il Decreto legislativo luogotenenziale 12 giugno 1919, n. 1137 sancì il distacco della frazione di Viano dal comune di Fosdinovo e la relativa aggregazione al Comune di Fivizzano. Superficie e popolazione ottenute in tale frangente non sono documentate. La Legge 7 agosto 1919, n. 1404 sancì l'erezione della frazione di Comano in comune autonomo, distaccandolo da Fivizzano.

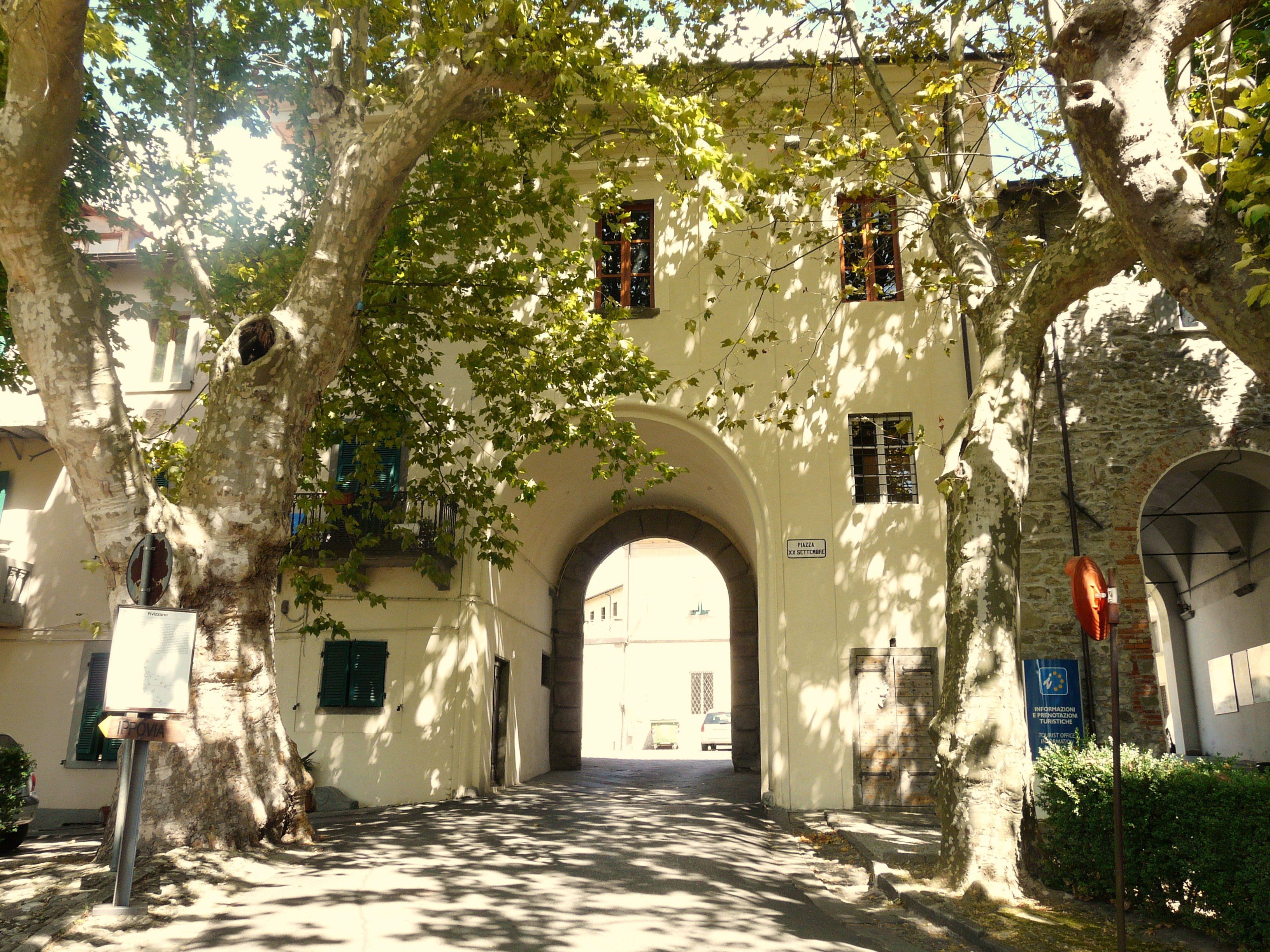
Porta Sarzanese

La mattina del 7 settembre 1920 Fivizzano ed il suo territorio comunale furono devastati da un violentissimo sisma di magnitudo 6,4 sulla scala Richter, con danni riconducibili al decimo grado della scala Mercalli, che causò trenta morti e centinaia di feriti. Le fonti dell'epoca riportano: «Fivizzano non esiste più. Contro Fivizzano località bella e ridente, la brutale forza della natura scagliò colpi furibondi. Non rimase più alcuna casa abitabile e quelle pochissime che restarono in piedi, al di sopra di spessi cumuli di macerie, grazie a un vero e proprio miracolo, riportarono lacerazioni e squarci talmente profondi che alla scossa successiva, nonostante leggerissima quanto a intensità, rovinarono al suolo definitivamente. Tutta la popolazione rimase all'addiaccio, accompagnata in tende di fortuna».
Nel 1944, nel pieno della seconda guerra mondiale, Fivizzano, situata a cavallo di importanti arterie di comunicazione come la SS 63 e la SS 445, si ritrovò al centro di violenti fatti di sangue. Il territorio comunale, caratterizzato dalla presenza di montagne e boschi, divenne il terreno di combattimento ideale per le formazioni partigiane impegnate nella lotta contro i nazifascisti. Per il sostegno fornito dalla popolazione civile alla Resistenza i tedeschi ed i fascisti bruciarono il villaggio di Mommio uccidendo una ventina dei suoi abitanti. Il 13 luglio 1944, con l'avvicinarsi da sud del fronte, Fivizzano fu colpita da un devastante bombardamento aereo anglo-americano che provocò la morte di trentasei persone. Con l'arresto dell'avanzata alleata in Garfagnana lungo la linea Gotica, i nazisti, impegnati in una dura lotta contro i partigiani per il controllo del territorio, scatenarono grandi rastrellamenti che culminarono in nuova serie di massacri contro i civili. Nella seconda metà di agosto 1944 reparti della 16. SS-Panzergrenadier-Division "Reichsführer-SS", fiancheggiati dalle Brigate Nere, massacrarono 159 persone a San Terenzo Monti e Bardine ed oltre ne uccisero 170 nel borgo di Vinca e altre 9 nella frazione di Gragnola. Il mese successivo i nazifascisti continuarono i loro massacri come a Tenerano, dove il 13 settembre uccisero dieci persone. Per i massacri di agosto-settembre 1944 il gonfalone del comune di Fivizzano è decorato con la medaglia d'argento al valor militare e medaglia d'oro al merito civile. Il Tribunale Militare di Roma ha condannato all'ergastolo nove SS, per le loro responsabilità in queste stragi. Il processo è stato avviato in conseguenza del ritrovamento del cosiddetto "armadio della vergogna".
Nell'ottobre del 1982 la Regione Toscana indisse un referendum fra le popolazioni di Gragnola e Cortila, che chiedevano di passare da Fosdinovo al comune di Fivizzano. Così, il 17 aprile 1983 si tenne il referendum per il passaggio delle frazioni di Gragnola, Cortila, Regeto e Traggiara dal Comune di Fosdinovo a quello di Fivizzano. Elevata l'affluenza alle urne (86,60 % dei votanti). I "sì" furono 451, pari al 79,4%, mentre i "no" solo 118, pari al 20,6%. Le schede bianche 4 e le nulle 6. Con la Legge regionale 27 giugno 1983, n. 50, si sancì così il distacco delle frazioni di Gragnola e Cortila dal Comune di Fosdinovo e la loro relativa aggregazione al Comune di Fivizzano, di cui, fino a quel momento, erano exclavi Con una popolazione (all'epoca) di 847 abitanti (Gragnola rappresentava il centro abitato più rilevante del comune di Fosdinovo, dopo il solo capoluogo), tale cessione ebbe grandi ripercussioni sulla demografia dei due comuni e attenuò sia il costante calo demografico del comune di Fivizzano che l'importante crescita demografica iniziata negli anni settanta del comune di Fosdinovo per il decennio degli anni ottanta.

### XXI secolo
Nell'anno 2001 il territorio a monte di Fivizzano entrò a far parte del Parco Nazionale dell'Appennino Tosco-Emiliano. Nel 2005 la frazione di Equi Terme appartenente al territorio di Casola in Lunigiana fu assegnata al comune di Fivizzano.
Il 21 giugno 2013, alle ore 12:33, il comune Fivizzano fu colpito da una scossa di terremoto di magnitudo 5,2 della scala Richter.
Infine, nell'anno 2014, poco fuori Fivizzano, dove il paesaggio è dominato da boschi di cerri e castagni, venne riconosciuta e fotografata una grande pianta di sughera, segno dei microclimi che regolano le piccole vallate del Comune. Evento raro e singolare la presenza di questa sughera anche in considerazione delle frequenti gelate. Da ricordare il 15 gennaio 1820 quando tutto il territorio fivizzanese, fino a metri 700, fu colpito da una spaventosa ondata di vetro ghiaccio che fece rompere e seccare decine di migliaia di olivi.
Fivizzano è stato un "punto nodale" di quella fitta rete di vie Francigene o Romee ed oggi è inserito, a pieno titolo, sulla Via del Volto Santo, variante montana e tracciato alternativo alla Via Francigena di Sigerico, che dalla Lunigiana, toccando lo xenodochio di San Nicolao sul valico di Tea e attraverso la Garfagnana portava a Lucca.

## Simboli
L'attuale stemma di Fivizzano si blasona:
La mezzaluna è il tradizionale simbolo della regione storica della Lunigiana, mentre la zampa d'orso allude al monte Orsaio, che domina il territorio. Lo scudo è timbrato da una corona marchionale essendo stata Fivizzano sede di uno dei rami della dinastia dei Malaspina.
Questo stemma ne sostituisce uno più antico: d'argento, a sei monti d'oro, cimati dal giglio fiorentino e accostati da due croci di rosso.
Il gonfalone è un drappo di azzurro.

## Monumenti e luoghi d'interesse

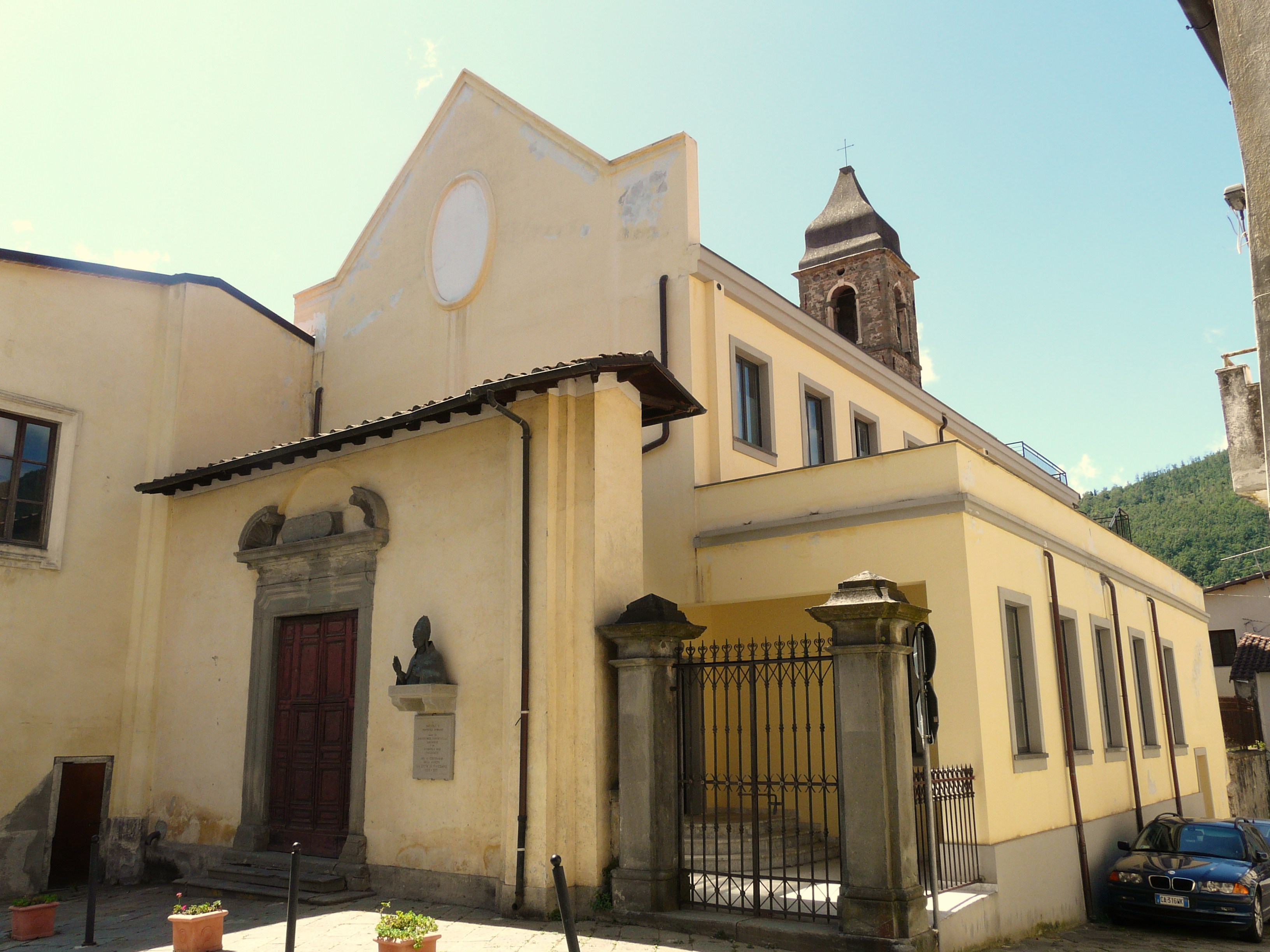
Ostello

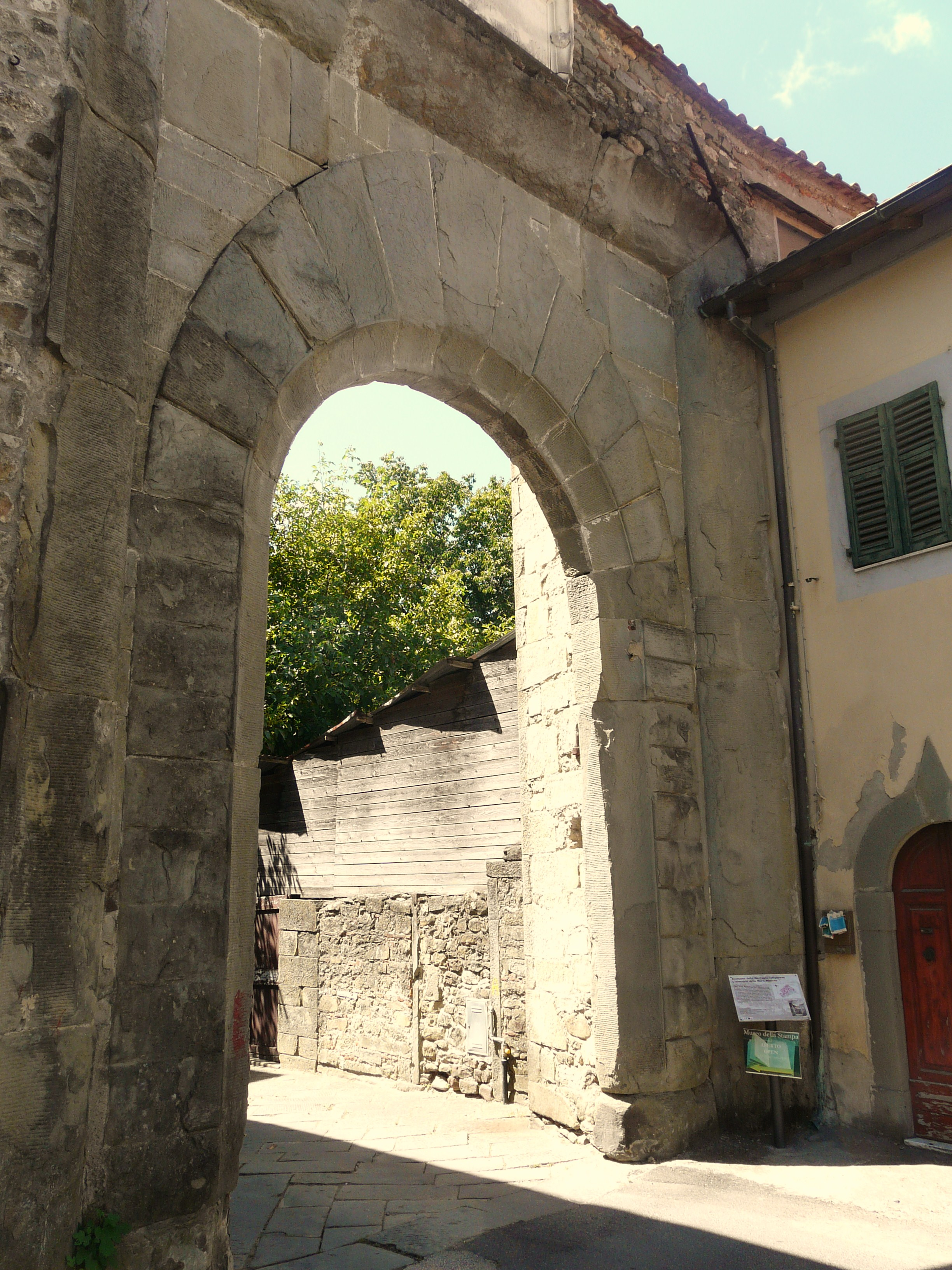
Porta Modenese

### Architetture religiose

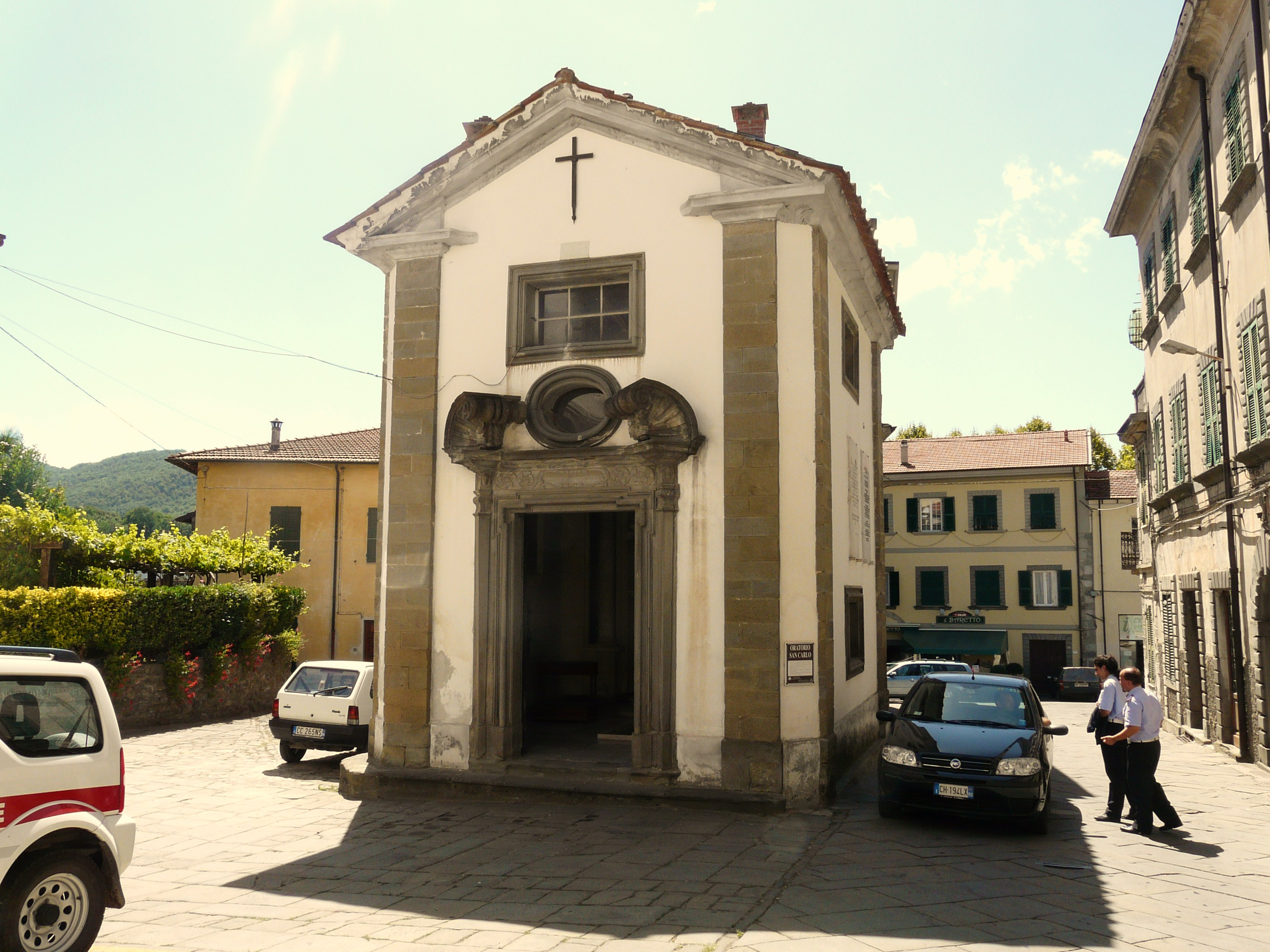
Oratorio di San Carlo.

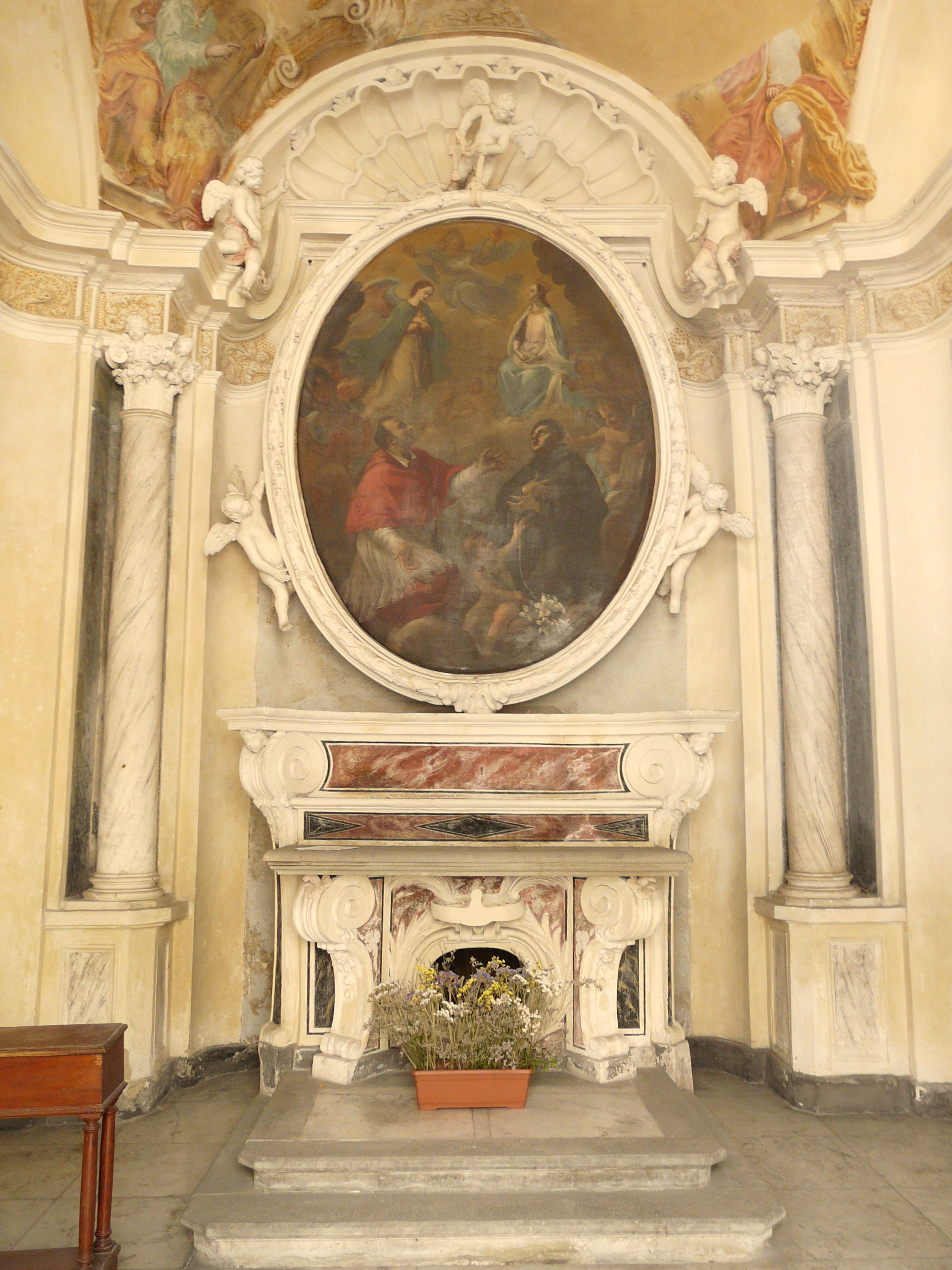
Altare dell'Oratorio San Carlo

- Chiesa dei Santi Jacopo e Antonio, o Santuario della Beata Vergine dell'Adorazione (o di Reggio), è la principale chiesa della cittadina.
- Convento degli Agostiniani
- Oratorio di San Carlo
- Convento dei Frati Minori: terminato nel 1517, fu soppresso nel 1810 per volontà di Napoleone. Nel 1815, alla restaurazione, i Francescani rioccuparono il convento e vi rimasero fino al 1866 quando avvenne lo sfratto voluto dal Regno d'Italia. In seguito divenne, dal 1892, sede dell'ancora attuale sede ospedaliera. L'antica chiesa, la cui facciata era dove è ora l'ingresso cancellato ai giardini dell'ospedale, fu distrutta interamente dal terremoto del 1920.
- Pieve di San Paolo, situata nella frazione di Vendaso.
- Chiesa di San Venanzio, situata nella frazione di Cerignano.
- Oratorio della Madonna del Popolo, situato nella frazione di Cortila.
- Chiesa di San Pietro
- Chiesa di Santa Margherita, situata all'interno della fortezza della Verrucola.
- Chiesa di San Gimignano, situata nella frazione di Alebbio.
- Chiesa di San Terenzio, situata nella frazione di San Terenzo Monti.
- Chiesa di Santa Maria Assunta, situata nella frazione di Pognana.
- Resti della protoromanica Chiesa di Santa Elisabetta a Verrucola
- Pieve di San Martino
- Chiesa di Sant'Andrea, situata nella frazione di Vinca.
- Chiesa di San Colombano, situata nella frazione di Canneto, dedicata al santo missionario irlandese, sorge sui resti di un monastero longobardo fondato dai monaci di Bobbio.
- Chiesa di San Colombano, situata nella frazione di Posara, anch'essa come per la precedente sorta sui resti di un edificio antico.
- Chiesa di Santa Maria Maddalena, situata nella frazione di Moncigoli.
- Oratorio della Madonna della Tosse, situato nella frazione di Moncigoli.
- Chiesa di San Michele Arcangelo, situata nella frazione di Monte dei Bianchi.
- Ex-convento del Carmine.

### Architetture civili
- Piazza Medicea: la maggiore testimonianza della fiorentinità di questa terra. Al centro della piazza si trova la fontana fatta costruire da Cosimo III de' Medici nel 1683.[29]
- Piazza del Marzocco: con al centro la colonna portante il Marzocco così come era in origine. Marzocco che andato distrutto fu sostituito con un Putto, anch'esso scomparso nel bombardamento durante la II Guerra Mondiale. Nei primi anni "70, mancando la colonna, fu messo al centro un San Giovannino in bronzo, dono della città di Firenze. Nell'anno 2007 la statua fu spostata all'ingresso del Museo di San Giovanni e qui ricollocata la colonna con il Marzocco per restare fedeli ai vecchi legami con Firenze. La storia si evince da una pagina del catalogo dell'Ispettorato ai Monumenti di Firenze nell'anno 1895 in cui si dice: «Nel mezzo di un picciol giardinetto che occupa il centro della piazzetta sorge una colonna che porta la data 1582 ed il ricordo di un restauro fattosi nel 1782. Sul capitello della colonna è posto un Putto in piedi con uno scudo nella destra. Codesto putto deve essere evidentemente stato sostituito con il monumento detto il marzocco, insegna della Repubblica Fiorentina, dal quale s'intitolò appunto questa piazzetta»
- Palazzo Fantoni Bononi: fatto edificare da Terenzio Fantoni tra il 1664 ed il 1677 su disegno dell'architetto Carlo Bergamini che fu artefice anche del palazzo Ducale di Massa. Al piano nobile si trova il salone affrescato con motivi arcadici che ha ospitato personaggi importanti quali: Francesco IV duca di Modena, Vittorio Emanuele I re di Sardegna, Leopoldo II granduca di Toscana. Nei locali al piano terreno è ospitato il Museo della Stampa Jacopo da Fivizzano voluto dai fratelli Loris Jacopo ed Eugenio Bononi nuovi proprietari del palazzo[30].
- Villa La Pescigola: a tre chilometri a nord-est di Fivizzano sulla strada della Garfagnana[31] al suo interno ospita un piccolo spazio/museo dedicato a Ivo Tognarelli filosofo nativo di Zeri ma residente da tanti anni a Fivizzano autore del libro "Volere o volare".
- Palazzo Benedetti-Chigi: severa ed elegante costruzione del secolo XVI con ingresso dalla centrale via Roma ove un lungo viale conduce alla nobile dimora costruita nel secolo XVI da Gian Domenico Benedetti di Moncigoli. L'ultima erede di Casa Benedetti sposerà il conte Carlo Corradino Chigi di Siena che ebbe parte attiva nella Fivizzano del tempo, fu eroe nazionale e mutilato di guerra a Curtatone. Fu gonfaloniere di Fivizzano e Senatore del Regno d'Italia dal 1860.
- Palazzo Coiari: sorge nell'area urbana fra Via umberto I e Via del Marzocco con l'ingresso da Piazza Medicea. Di elegante aspetto rinascimentale esso nasce dalla ristrutturazione di tre edifici precedenti avvenuta nella prima metà del "600 da parte della nobile famiglia Gargiolli Malaspina. Al "700 si fa risalire la costruzione del balcone sopra l'ingresso da parte della nobile famiglia Cojari originaria di Soliera Apuana. È l'unico palazzo della piazza che dopo il terremoto del 1920 ha mantenuto il mezzanino, anche se la gronda in legno all'uso fiorentino è stata sostituita con un cornicione in muratura. Dalla fine dell'Ottocento e per oltre cinquanta anni fu adibito ad Albergo. Questo palazzo assieme a molti altri conferisce a questa città di confine quell'aria nobile, testimonianza di traffici antichi. Nell'angolo del palazzo Cojari presso la chiesa è ancora aperto "Il caffè degli Svizzeri", testimonianza, con il piccolo cimitero "degli svizzeri" sito sulla via di Verrucola, di una comunità svizzera operante qui nel XIX secolo.
- Cimitero degli Svizzeri
- Mulino di Arlia

### Architetture militari
- Resti dell'antica cinta muraria (eretta nel 1478, con rifacimenti nel 1540 e demolita nel 1835) per dare aria e luce alle case: nel 2014 rimaneva solo una piccola parte dell'antico perimetro, con le tre porte d'accesso poste alle estremità del paese, Porta Sarzanese a sud e Porta Modenese a nord e Porta Nuova ad est.
- Castello di Aiola
- Castello di Viano
- Castello di Montechiaro
- Fortezza della Verrucola
- Castel dell'Aquila a Gragnola

### Borghi storici
- Borgo di Gragnola
- Borgo di Equi Terme
- Borgo di Vinca
- Borgo di Monzone
- Pieve di Viano
- Sassalbo con Orto botanico dei Frignoli

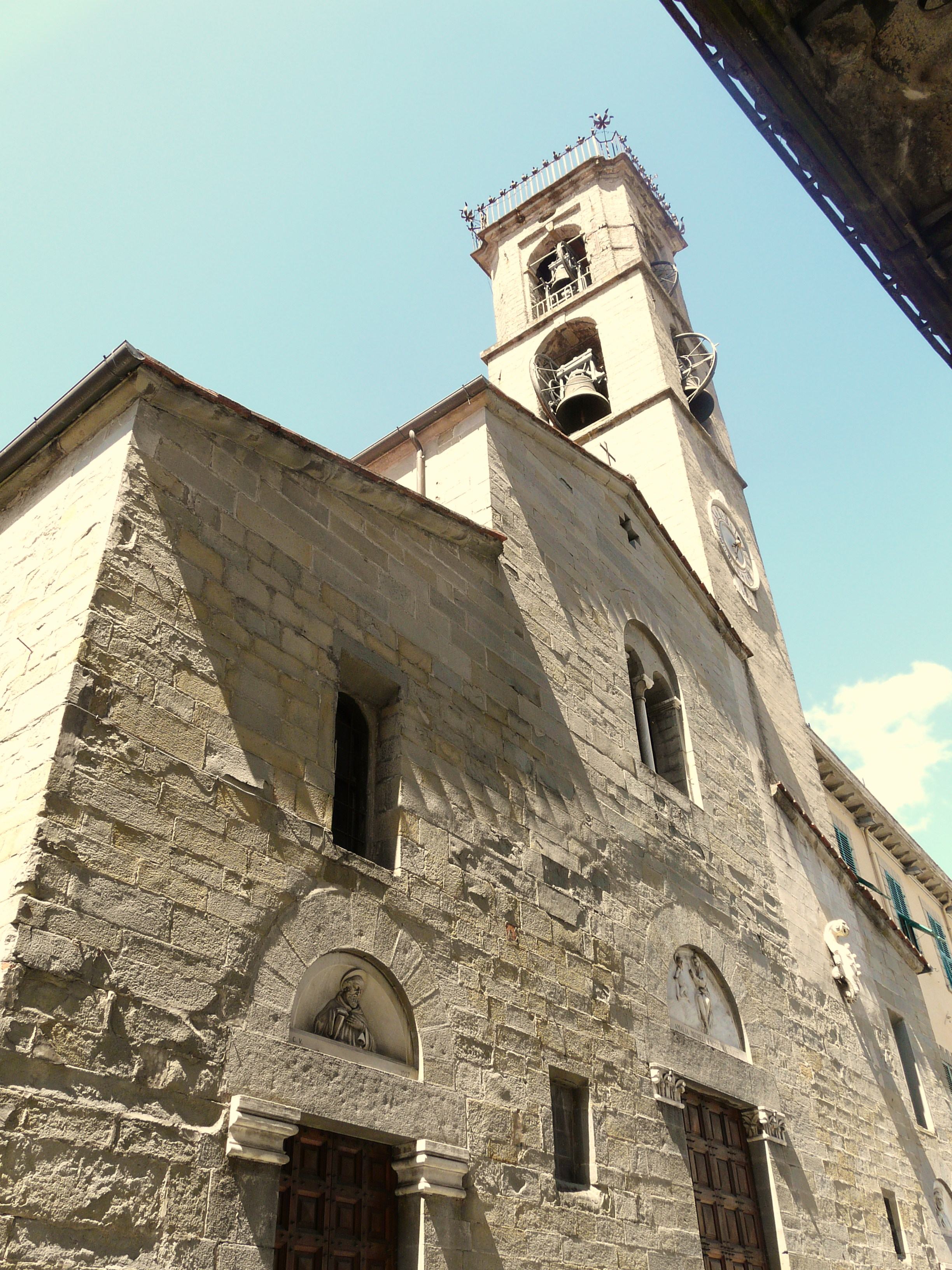
La Chiesa dei Santi Jacopo e Antonio.

- Borgo di Mezzana
- Borgo di Agnino.

## Società

### Evoluzione demografica
Abitanti censiti

## Cultura

### Eventi
- giugno: "Sapori", rassegna enogastronomica presso l'antico ostello degli Agostiniani e in tutto il centro storico[33]
- Seconda domenica di luglio: "Disfida tra gli arcieri di Terra e Corte", manifestazione storica e folkloristica.
- 15-25 agosto: "Sagra della pattona", piatto tradizionale, nella frazione di Agnino
- Domenica successiva al 9 novembre: "Fiera di San Martino" con rassegna del vino nuovo.
- 23-25 dicembre: "Rappresentazione della Natività" nelle Grotte di Equi Terme.

### Gastronomia
- Pattona, impasto di farina dolce di castagne, avvolto in foglie di castagno e cotto in forni a legna.
- Carsenta: dolce tipico fivizzanese a base di frutta secca e semi d'anice.
- Spongata: ricetta in[34]
- L'Elisir di China: liquore della antica Farmacia Clementi. Nasce nel 1884, nel 1911 ottiene il massimo riconoscimento all'esposizione agro-industriale di Roma.[35]

### Istruzione

#### Istituzioni culturali
- Accademia degli Imperfetti: fondata nel XVI secolo, rifondata nel XVII secolo dal medico-ricercatore Pier Carlo Vasoli, fervida e attiva ai primi dell'800 sulla spinta di Agostini Trombetti Gio Battista che si fece caldeggiatore della costruzione del TEATRO DEGLI IMPERFETTI, inaugurato nel 1807 con i suoi seicento posti a sedere. L'Accademia svolse un'attività teatrale molto intensa e qualificata fino al 1920, quando a causa del terremoto, il Teatro dell'Accademia degli Imperfetti di Fivizzano fu gravemente danneggiato. Nel 1972, con rogito notarile si formalizza la ‘restituzione’ dell'Accademia degli Imperfetti, avvenuta il 26 dicembre 1969, e si ufficializzano gli Statuti: il Consiglio di Amministrazione è detto ‘Governo’, il Presidente ‘Priore’. Il motto è Comites in amore benigni, ripreso dal colophon delle Opere di Virgilio stampate a Fivizzano nel 1472 da Jacopo da Fivizzano, e dai suoi "compagni nello stesso amore". Viene eletto Priore Loris Jacopo Bononi. L'attività dell'Accademia consiste in conferenze, mostre documentarie, esposizioni, e in pubblicazioni monografiche su argomenti umanistici, di storia della cultura, e di storia di Fivizzano.

#### Musei
- Museo di San Giovanni
- Meteo Museo Edmondo Bernacca (MMEB), dedicato al colonnello Edmondo Bernacca[36]
- Museo Interattivo delle Alpi Apuane, nella frazione di Equi Terme.
- Museo della Stampa 'Jacopo da Fivizzano' presso Palazzo Fantoni Bononi.

## Geografia antropica

### Frazioni
Il comune è costituito, oltre il capoluogo Fivizzano, dalle 88 frazioni di Agnino, Agnolo, Aiola, Alebbio, Antigo, Arlia, Bardine di Cecina, Bardine di San Terenzo, Bottignana, Cà Giannino, Campiglione, Canneto, Castelletto, Caugliano, Cecina, Cerignano, Cerri, Certaldola, Ceserano, Colla, Colle di Cerignano, Collecchia, Collegnago, Colognola, Cormezzano, Corsano, Cortila, Cotto, Debicò, Equi Terme, Escaro, Fazzano, Fiacciano, Folegnano, Gallogna, Gassano, Gragnola, Groppoli, Isolano, Lorano, Magliano, Maglietola, Mazzola, Mezzana, Molina di Equi, Mommio, Moncigoli, Montale, Montecurto, Monte dei Bianchi, Montevalese, Monzone, Motta, Mozzano, Mulina di Equi, Panigaletto, Pian di Molino, Piastorla, Pieve di Viano, Pieve San Paolo, Pò, Pognana, Posara, Pratolungo, Quarazzana, Rometta Apuana, San Terenzo Monti, Sassalbo, Sercognano, Serraruola, Signano, Soliera Apuana, Spicciano, Tenerano, Terenzano, Terma, Traggiara, Turano, Turlago, Uglianfreddo, Vallazzana, Vendaso, Verrucola, Verzano, Vezzanello, Viano, Vinca e Virolo per un totale di 181,18 km². Confina a nord con il comune di Comano, a nord-est con quello reggiano di Ventasso, ad est con quello lucchese di Sillano Giuncugnano e con Casola in Lunigiana, a sud con quello di Carrara e ad ovest con quelli di Fosdinovo, Aulla e Licciana Nardi.

## Infrastrutture e trasporti

### Strade
Fivizzano si trova lungo la strada statale 63 del Valico del Cerreto. Il territorio comunale è inoltre attraversato dalla strada statale 445 della Garfagnana, che, attraverso la Foce dei Carpinelli, collega la valle dell'Aulella con la Garfagnana, e dalla strada statale 446 di Fosdinovo, che parte da Massa, attraversa Carrara e termina nella statale 63 presso Soliera.

### Ferrovie
Nel territorio comunale di Fivizzano sono presenti cinque fermate lungo la linea ferroviaria Aulla - Lucca, denominate Fivizzano - Rometta - Soliera, Fivizzano - Gassano, Gragnola, Monzone - Monte dei Bianchi - Isolano ed Equi Terme.
Le stesse sono servite dalle corse svolte da Trenitalia sulla ferrovia Lucca-Aulla, nell'ambito del contratto di servizio con la Regione Toscana.

### Mobilità urbana
Il servizio di trasporto pubblico è garantito con autocorse svolte dalla società Autolinee Toscane.

## Amministrazione

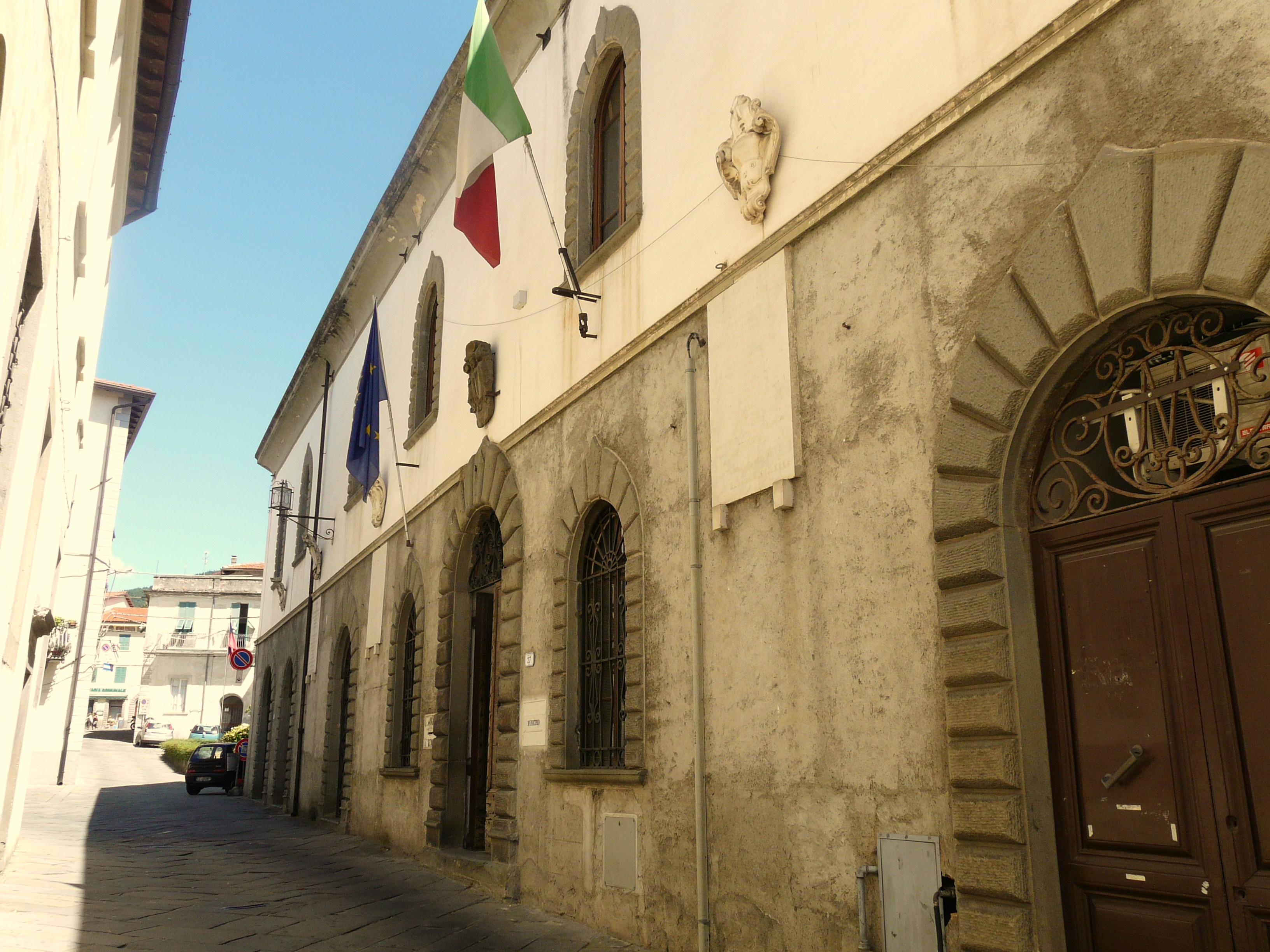
Palazzo Comunale.

- Classificazione sismica: zona 2 (sismicità medio-alta), Ordinanza PCM 3274 del 20/03/2003
- Classificazione climatica: zona E, 2283 GR/G
- Diffusività atmosferica: media, Ibimet CNR 2002

Di seguito è presentata una tabella relativa alle amministrazioni che si sono succedute in questo comune.
| Periodo           | Periodo           | Primo cittadino     | Partito                                                        | Carica  | Note   |
| ----------------- | ----------------- | ------------------- | -------------------------------------------------------------- | ------- | ------ |
| 2 ottobre 1985    | 23 settembre 1989 | Giancarlo Fanfani   | Democrazia Cristiana                                           | Sindaco | [ 37 ] |
| 23 settembre 1989 | 11 agosto 1990    | Sandro Bondi        | Partito Comunista Italiano                                     | Sindaco | [ 37 ] |
| 11 agosto 1990    | 5 marzo 1992      | Sandro Bondi        | Partito Comunista Italiano, Partito Democratico della Sinistra | Sindaco | [ 37 ] |
| 14 marzo 1993     | 23 aprile 1995    | Alberto Putamorsi   | Partito Socialista Italiano                                    | Sindaco | [ 37 ] |
| 24 aprile 1995    | 13 giugno 1999    | Riccardo Gerali     | centro-sinistra (liste civiche)                                | Sindaco | [ 37 ] |
| 14 giugno 1999    | 14 giugno 2004    | Loris Rossetti      | centro-sinistra (liste civiche)                                | Sindaco | [ 37 ] |
| 14 giugno 2004    | 8 giugno 2009     | Loris Rossetti      | La Margherita                                                  | Sindaco | [ 37 ] |
| 8 giugno 2009     | 26 maggio 2014    | Paolo Grassi        | Partito Democratico                                            | Sindaco | [ 37 ] |
| 26 maggio 2014    | 27 maggio 2019    | Paolo Grassi        | lista civica Il nostro impegno                                 | Sindaco | [ 37 ] |
| 27 maggio 2019    | in carica         | Gianluigi Giannetti | lista civica Progetto comune                                   | Sindaco | [ 37 ] |

### Gemellaggi
- Steinhagen
- Castelnovo ne' Monti[38]
- São Sebastião[39]

## Sport
La squadra di calcio del paese è l'Asd Fivizzanese e milita nel Campionato di 1^ categoria Toscana.